# Standortübungsplatz Büecke

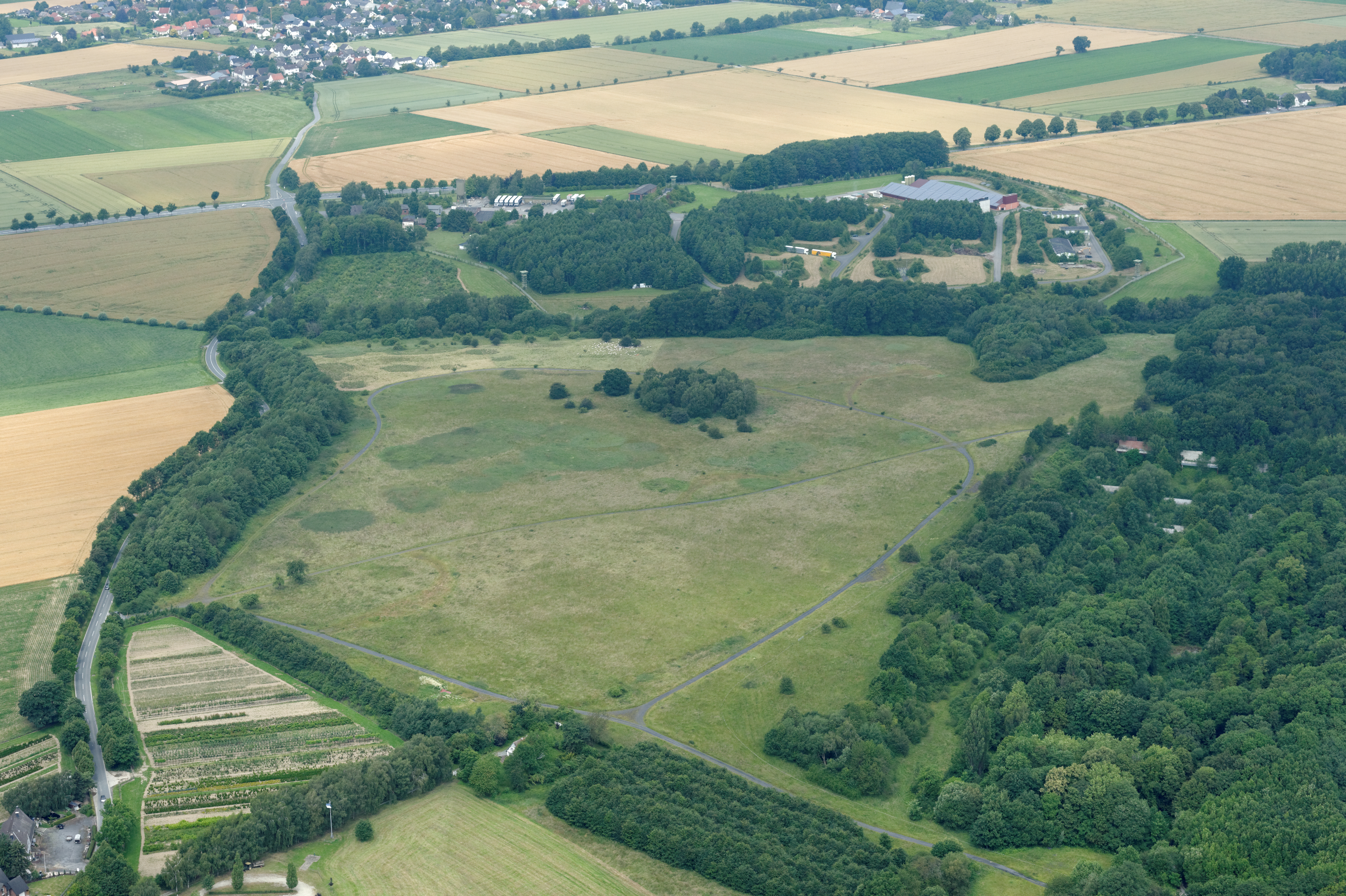
Naturschutzgebiet Standortübungsplatz bei Büecke

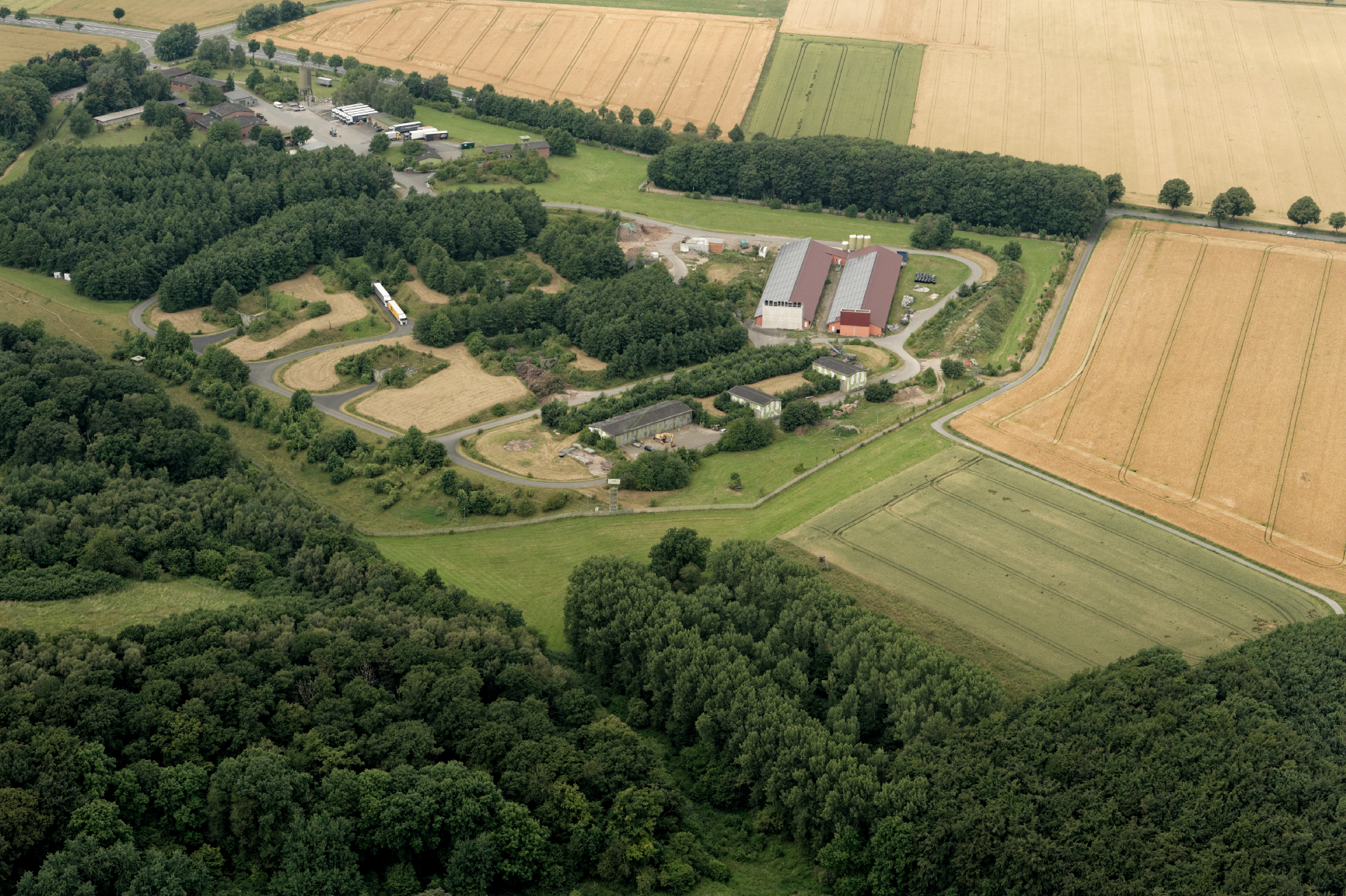
Ehemaliger Abschussbereich für die Nike-Hercules-Raketen

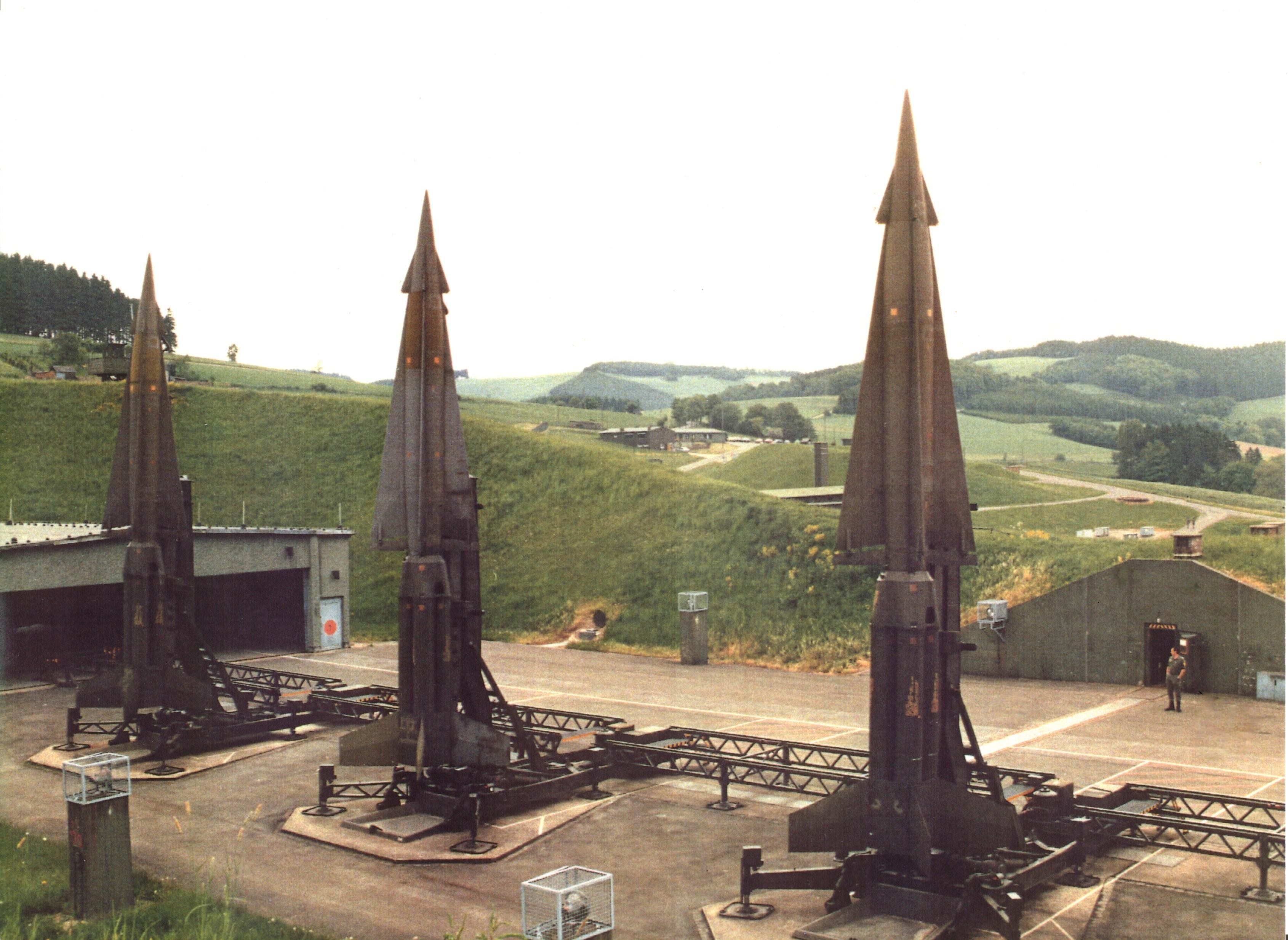
Nike-Hercules Raketenstellung, hier in Lennestadt.

Der Standortübungsplatz Büecke war ein Standortübungsplatz in der Gemeinde Möhnesee-Büecke, der bereits zu preußischen Zeiten ein wichtiger Knotenpunkt für die Ausbildung und Einquartierung von Truppenteilen war. Er gehörte der belgischen Garnison in Soest, die zu einer der größten Einheiten der Belgischen Streitkräfte in Deutschland zählte. Nach der militärischen Nutzung wurde aus dem Areal das Naturschutzgebiet Standortübungsplatz bei Büecke.

## Raketenstation Büecke
Nach der Gründung der Bundeswehr wurde westlich des Übungsplatzes, zwischen der Arnsberger Straße und der Schledde, von dem Flugabwehrbataillon 21 der Bundeswehr zunächst eine Übungsfeuerstelle für ihre Nike Hercules Langstrecken-Flugabwehrraketen errichtet, die ab 1960 einsatzbereit war und aus der später eine Abschussstellung für fest installierte Luftabwehrraketen für den Verteidigungsfall wurde. Diese konnten von den US-Streitkräften an diesem und drei weiteren Standorten in der Nähe mit kleinen und mittleren atomaren Sprengköpfen für die Luftverteidigung bestückt werden. Im Jahr 1986 wurden die Nike Hercules ausgemustert und auf das Flugabwehrraketensystem Patriot umgestellt, das 1990 einsatzfähig war. Die vormalige Raketenabschussstellung wurde ab 1987 zum standortnahen Übungsraum für die benachbarte Graf-York-Kaserne.
Nach dem Fall der Mauer im Jahr 1989 nutzte vor allem die Belgische Armee den Übungsplatz, den Schießstand und das Munitionslager. Im Jahr 1994 wurde der Übungsplatz aufgegeben und das Areal zum Naturschutzgebiet umgewidmet. Heute finden sich auf dem Gelände noch die Mauerreste der militärischen Anlagen sowie Teile des Schießstands und die östlichen Bunker, die innerhalb eines umzäunten Weidelandes liegen. Seit 2004 nutzen zudem Rinder und Wildpferde das gut 247 ha große Naturschutzgebiet.